# (808) Merxia
(808) Merxia es un asteroide perteneciente al cinturón de asteroides descubierto el 11 de octubre de 1901 por Luigi Carnera desde el observatorio de Heidelberg-Königstuhl, Alemania.
Está nombrado en honor de Adalbert Merx, suegro de Maximilian Franz Wolf.